# Margalef
|  | Aquest article tracta sobre el municipi de Margalef. Vegeu-ne altres significats a «Margalef (desambiguació)». |

Margalef, de vegades anomenat Margalef de Montsant, és un poble i municipi de la comarca del Priorat.
Està situat a l'extrem nord de la comarca, al límit amb la Ribera d'Ebre i les Garrigues. Limita al nord amb una llenca del terme de Flix, a la Ribera d'Ebre, i amb els termes garriguencs de Bellaguarda i Juncosa, i la resta, amb municipis del Priorat: Ulldemolins i la Morera de Montsant a llevant, la mateixa Morera del Montsant i Cabassers pel sud, i la Bisbal de Montsant, a ponent.

## Etimologia
Topònim d'origen àrab, que al segle xii ja apareix escrit Margaleph, i que molt probablement deriva de l'àrab "marg khaläf" (el prat de Khaläf). El darrer element és un antropònim àrab, que va donar lloc a altres topònims catalans com ara Calaf, Calafell, etc.

## Geografia
- Llista de topònims de Margalef (Orografia: muntanyes, serres, collades, indrets..; hidrografia: rius, fonts...; edificis: cases, masies, esglésies, etc).

Es tracta d'un terme molt muntanyós, atès que tota la meitat sud és en territori del massís del Montsant: aquesta meitat forma part del Parc Natural del Montsant. La meitat nord està composta per tot de contraforts de la Serra de la Llena. Enmig dels dos massissos discorre el riu Montsant, que forma un pantà a la part oriental del terme.
Pel nord, com hem dit, el límit del terme està constituït per contraforts de la Serra de la Llena. En efecte, a l'extrem nord-oest hi ha el Turó del Llecsó, encara al límit amb la Bisbal de Falset, de 591 m. alt., des d'on el termenal va seguint unes carenes cap al nord-est fins que, quan emprèn la direcció nord, es troba ja un turó, a la zona de la Pileta, de 653 m. alt. Sempre cap al nord, es va enfilant fins als 699 m. alt., prop del poble de Bellaguarda, i llavors trenca cap al nord-est, per anar a parar al Coll del Grau, a 709 m. Després, inflexionant cap al sud-est, va seguint una altra carena, per la qual discorre la carretera de Reus a Fraga, que oscil·la entre els 675 i els 700 metres d'altitud, fins que, a l'extrem nord-est del terme, arriba a la Venta, de 794 m. alt. Aquesta carena més cap a llevant enllaça amb la Serra de la Llena. En aquest punt, el terme trenca cap al sud-oest, per baixar per la carena de Colldemònecs i la Fumanya cap al riu de Montsant, que discorre per aquí a 440 metres d'altitud, segueix un trosset cap a llevant pel mateix riu.
Al cap de poc s'enfila cap al sud-est en direcció al Montsant. Aquesta pujada, la fa pel Serrall del Sarraí, fins al Molló Alt, de 1.028 m. alt., primer, i la Cogulla, de 1.063, després. Aquesta zona està plena de coves i avencs: cova de l'Ascla, cova del Teix... Encara cap al sud-oest, baixa cap al Portell de la Cova del Noguer, a 925 m. alt., i quan torça cap a ponent, passa per la Punta del Bep, de 896. Continua baixant per la carena, cap a la Punta del Salomó, de 582. Des d'aquí, ja cap al nord-oest, baixa fins al riu Montsant pel Serrall dels Domenges, i ateny el riu a 369 m. alt. Un cop travessat el riu, traça els límits ponentins per una carena que puja per los Còdols cap a la Punta de l'Àliga, de 585 m. alt., el Tossal del Campàs del Serena, de 577, per tancar en el Turó del Llecsó, esmentat al començament.
A l'interior del terme destaquen sobretot la Pileta, de 592 m. alt. i el Tossal de les Ganyes, de 665, al nord de Margalef, les Espadelles, de 656, al nord-est, el Tormo d'en Glora, de 570, al sud del poble, i el Tormo de l'Espantafrares, al sud-est, de 643. Ara bé, la resta està solcat de tot de serres i carenes i, entremig, tot de barrancs.
Entre les pertanyents als contraforts de la Serra de la Llena, hi ha la Serra del Comellar d'en Trulls, just al nord del terme, i, en direcció sud-est, la Serra dels Horts de Secà, la Serra dels Covarxos, el Serrall de les Espadelles, i el Cingle de les Solanes. Pel costat del Montsant cal destacar la Serra de l'Auferí, on hi havia hagut mines, la Rovellosa, el Serrall de la Bernarda, la Serra del Tossal Clos, lo Morral... Tot aquest sector està reblert de coves: del Gegant, de la Roba, del Benet, del Miracle, de la Coma Espatllada...
Des del punt de vista dels hidrònims, el principal és el riu de Montsant, que travessa el terme aproximadament pel mig, de nord-est a sud-oest. A la part inicial del seu decurs per Margalef, forma l'embassament que rep el nom del poble, la cua del qual arriba just a l'entrada dels termes veïns d'Ulldemolins i la Morera de Montsant. El riu de Montsant rep per l'esquerra, procedents de la serra homònima, un bon grup de barrancs: de l'Auferí, de la Taverna, del Racó de la Coma Closa, del Racó de la Coma Negra, el de Sant Salvador...
Destaca l'abric del Filador, un jaciment arqueològic que ofereix una seqüència cronològica de tot el període epipaleolític a Catalunya, en les seves diverses fàcies, fins al Neolític inicial. S'ubica a 15 metres per sobre del nivell actual del riu Montsant, i a uns 340 metres sobre el nivell del mar, just davant del nucli de Margalef.
Pel costat nord, a la dreta del riu, procedents dels contraforts de la Serra de la Llena, hi ha tot un altre grup de barrancs: el del Bromet, el de les Ganyes (amb el de la Boronada a la capçalera), el de les Joveres, i molts altres de curts el nom dels quals només deuen conèixer els habitants de més edat de Margalef.
El poble de Margalef és l'únic agrupament de població existent en l'actualitat, sobretot d'ençà que els masos han anat sent abandonats.
Al sud del terme, en el vessant sud-oest de la Cogulla, destaca l'ermita de Sant Salvador.

## Cultura
Margalef disposava d'un Col·legi d'Educació Infantil i Primària (CEIP), però en l'actualitat (2011), ja està tancat.

### Esports
Des de fa 20 anys, el Montsant gràcies a la seva roca calcària té el privilegi de ser escalat. Cada any, sobretot a l'hivern venen escaladors d'àrreu del món per gaudir de les roques, fins que ha arribat un punt, en què els dos càmpings que hi han sempre estan plens. A part de l'escalada podríem destacar que els escaladors després d'escalar, sempre van a pendre alguna cosa al bar de la plaça, per descansar i parlar amb altres escaladors sobre com ha anat el dia.

## Ermita de sant Salvador
L'ermita de Sant Salvador està situada a 3,5 km del poble de Margalef i es pot accedir tant a peu com en cotxe. L'edifici està aixoplugat sota una immensa roca. És una construcció modesta de petites dimensions. L'original va ser construïda al segle xvi però el 1936 va ser incendiada i va haver de ser reconstruïda, amb una nau i cor.
Al costat de l'ermita, i sota la mateixa roca, també es pot contemplar la casa de l'ermità i una font que mai no ha cessat de brollar. Un element curiós, igual com passa amb altres ermites del Montsant, és que la campana és una bomba reaprofitada. Té una àrea recreativa amb barbacoes i també una font. Les dues principals festes que se celebren són per Sant Salvador, el 6 d'agost, i per Sant Marc, el 25 d'abril. Constitueix un pont per iniciar excursions a la Serra Major de Montsant. Recentment s'ha recuperat i senyalitzat l'antic camí que portava a l'ermita, el qual recorre un paratge captivador de formacions rocoses curioses.
Pel terme hi ha nombroses coves i avencs, entre els quals es destaquen els cinc avencs de l'Aurefí, de gran fondària, i la cova de la Taverna, de grans dimensions i amb tolls d'aigua.
En diferents balmes, dites coves per la gent del país, utilitzades en temps moderns com a cabanes o corrals, tancades amb parets de tàpia, s'han trobat tallers de sílex. Les més importants són l'abric o cova del Filador o del Vilar, anomenada així perquè al segle xix hi havia un filador de seda. A l'interior i a l'entorn s'han trobat moltes restes de sílex, que converteixen el jaciment en un dels més importants del Paleolític superior de Catalunya, ja que ofereix una seqüència cronològica de tot el període epipaleolític en les seves fàcies fins al Neolític inicial. 
Pel límit nord del municipi discorre la carretera C-242 (N-420, a les Borges del Camp - N-230, a Torrebesses), de la qual arrenca cap al sud, a Coll del Grau, la carretera T-713 (C-242, a Margalef - la Bisbal de Montsant).

## Demografia
| 1497 f | 1515 f | 1553 f | 1717 | 1787 | 1857 | 1877 | 1887 | 1900 | 1910 |
| ------ | ------ | ------ | ---- | ---- | ---- | ---- | ---- | ---- | ---- |
| 10     | 11     | 11     | 38   | 174  | 560  | 593  | 641  | 591  | 585  |

| 1920 | 1930 | 1940 | 1950 | 1960 | 1970 | 1981 | 1990 | 1992 | 1994 |
| ---- | ---- | ---- | ---- | ---- | ---- | ---- | ---- | ---- | ---- |
| 554  | 535  | 514  | 354  | 277  | 245  | 170  | 153  | 150  | 150  |

| 1996 | 1998 | 2000 | 2002 | 2004 | 2006 | 2008 | 2010 | 2012 | 2014 |
| ---- | ---- | ---- | ---- | ---- | ---- | ---- | ---- | ---- | ---- |
| 132  | 131  | 129  | 128  | 127  | 128  | 120  | 115  | 110  | 108  |

| 2016 | 2018 | 2020 | 2022 | 2024 | 2026 | 2028 | 2030 | 2032 | 2034 |
| ---- | ---- | ---- | ---- | ---- | ---- | ---- | ---- | ---- | ---- |
| 97   | 94   | 106  | 107  | 106  | -    | -    | -    | -    | -    |

## Política

### Eleccions al Parlament de Catalunya del 2012
| Candidatura | Candidatura   | Cap de llista          | Vots | Regidors | % vots |
| ----------- | ------------- | ---------------------- | ---- | -------- | ------ |
|             | CiU           | Artur Mas              | 38   |          | 56,71  |
|             | ERC           | Oriol Junqueras        | 10   |          | 14,92  |
|             | PSC           | Pere Navarro           | 6    |          | 8,95   |
|             | CUP           | David Fernández        | 3    |          | 4,47   |
|             | ICV-EUiA      | Joan Herrera           | 3    |          | 4,47   |
|             | C's           | Albert Rivera          | 3    |          | 4,47   |
|             | PPC           | Alicia Sánchez-Camacho | 1    |          | 1,49   |
|             | Vots en blanc |                        | 2    |          | 2,99   |
|             | Altres        |                        | 1    |          | 2,99   |
| Total       | Total         | 67                     | 67   |          | 69,79  |

## Serveis turístics
A Margalef hi ha un sol restaurant, Els Tres Pins, i un sol bar, Cal Vernet, que és a la placeta. Compta amb un refugi per a escaladors, atès que als afores mateix del poble hi ha parets aptes per a l'escalada, tant per als escaladors experts com per als qui volen iniciar-se en aquesta disciplina.
També compta amb un museu anomenat El Molí d'Oli de Margalef. Es tracta d'un nou equipament cultural d'ús públic del Parc Natural, i el Nou Centre d'Interpretació de l'Oli i les Economies Productives de Montsant, destinat a ser un espai per a la divulgació del patrimoni natural i cultural de Montsant.